# ロールケージ

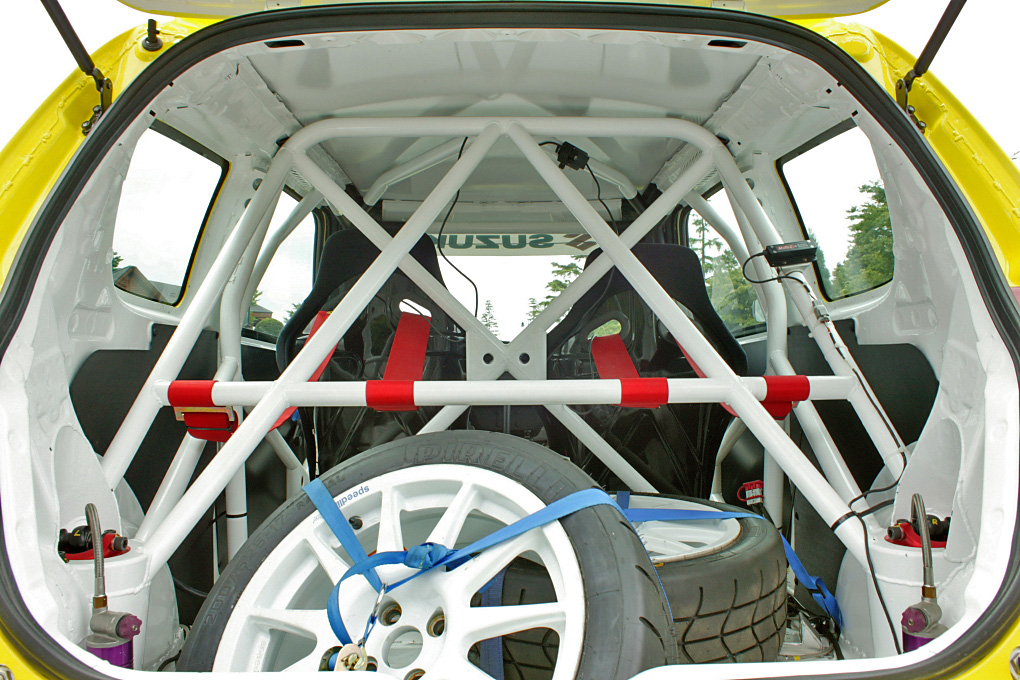
競技車両での例
スズキ・スイフト S1600

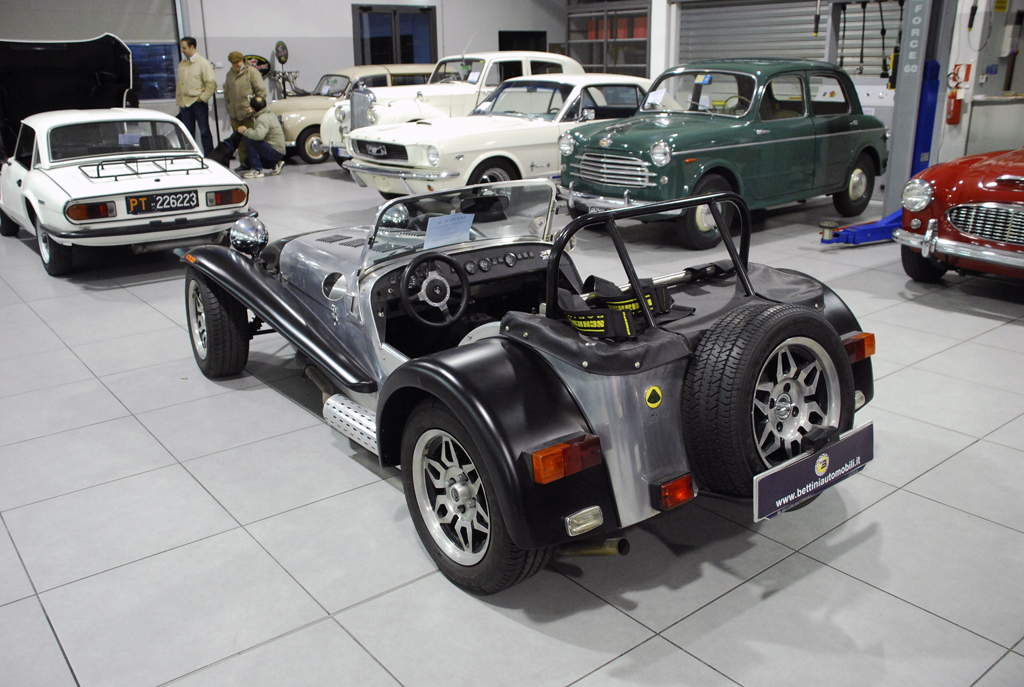
ロールバーの例
ケーターハム・スーパーセブン

ロールケージ（英語：roll cage）とは、事故による横転(roll over)などから車内部のスペースを保護するため、車両のボディ剛性を上げるための自動車や農機等に組み込まれる鋼やアルミ等のパイプで作られたカゴ状のフレームである。また、ロールオーバーバー（roll over bar 、しばしば単に「ロールバー」）、ロールフープ（roll hoop）もこの定義に当てはまるが、ロールケージは特に“かご”（cage）のように乗員スペースを囲うような構造のものを指す。
その見た目および形状から、俗にジャングルジムと呼ばれることもある。ロールゲージという誤表記も広く見られる。

## 使用する自動車

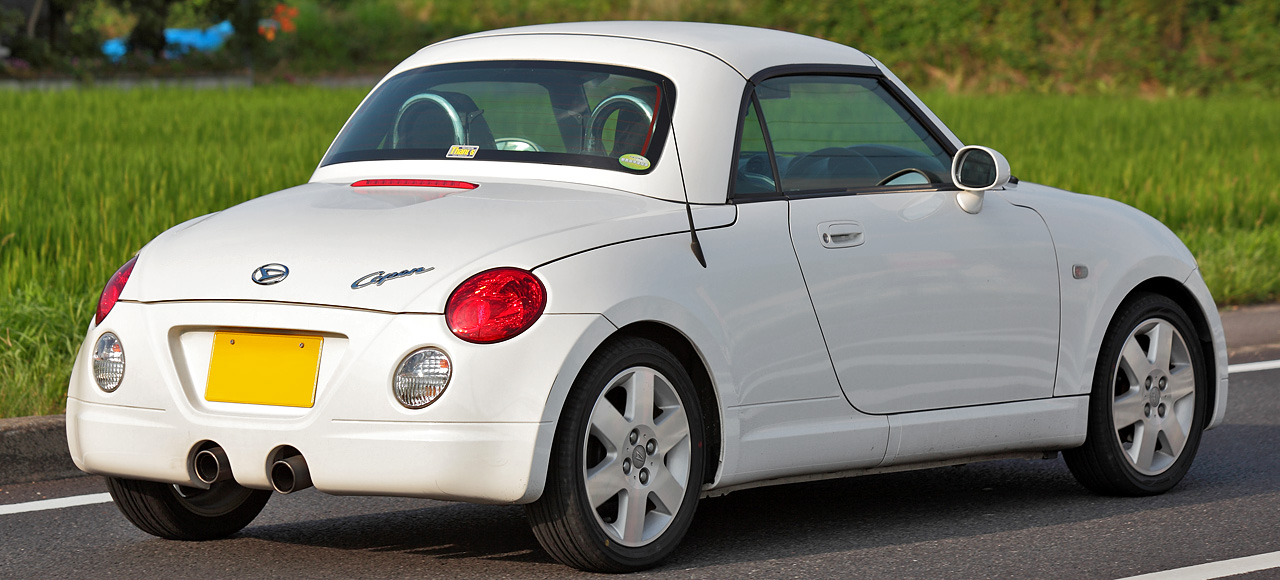
ロールフープの例
ヘッドレスト後部の逆U字形の部品
ダイハツ・コペン

多くのカテゴリの競技車両に装着され、主要なカテゴリでは、競技における規定に合致したロールケージの装着を、技術規則（レギュレーション）で義務づけることで、衝突（クラッシュ）時のドライバーの安全性を確保している。
また、オープンカーはその形状上横転時に乗員が死亡する恐れが高いため、国内外問わずほとんどのサーキットではオープンカーの走行時には最低限、座席の後方にとりつけて横転時に乗員の生存空間を確保するための「ロールバー」の装着を義務づけている。また、近年では同様に安全性の向上を目的として、ロールバーが装着された農業用トラクターも存在する（後述）。これは籠状の「ロールケージ」よりも簡素なものであるが、実際に横転した場合には生死を分けることとなる。こうした事情から、一部のオープンカーは市販時にロールバーをつけている（あるいはオプション装備としている）ものもある。

## 車体剛性の向上
本来の目的である安全性の向上以外に、ドアや窓など大きな開口部のある部分にフレームを組み込むことになるため、車体に密着させたり、ボルトや溶接で固定し、車体剛性の強化による走行性能の向上を目的とすることも多い。なお、車体にプレートを挟んでボルト接合してあるものや、内装を残したままその内側に取り付けるようなもの（ダッシュボードを貫通しないタイプ等）は車体剛性の向上にはあまり寄与せず、専ら乗員保護やドレスアップが目的であると考えたほうが良い。なお、日本自動車連盟（JAF）の定めるラリーやレース等競技のN1規定では、ロールケージは全てプレートを挟んだボルト接合とされており、不必要な剛性向上を避けるようになっている（ラリーカーにおいてはロールケージの変形によって失格となるため、ボディとロールケージには大きな隙間が空いていることが多い）。
ロールケージ自体をサスペンション取り付け部など車体主要部分に固定したり、ベース車両のフレームを置き換えるパイプフレームを固定するなどして車体構造での大きな役割を持たせる場合もある。

## 法的な取り扱い
特に断り書きなき限り、日本国内での取り扱いについて記述する。
ロールケージは公道でも使用することができるが、以下のような制限がある。
- 乗員保護のため、ロールケージには緩衝材（パッド）を巻かなければならない。最低でも乗員の頭部が接触しそうな箇所についてはパッドを巻く必要がある。これがないと車検に合格しない。
- 乗員の正常な着座姿勢を妨害するようなものであってはならない。運転手の搭乗に問題のあるロールケージは無いと考えて良いが、後部座席を考慮していない場合もあるので注意が必要である。そのような理由で（あるいはリアシートの取り外しが必須な場合などで）後部座席等を無くし、乗車定員に変更をきたす場合は、乗車定員変更の申請を行う必要がある。
- 日本自動車連盟は日本の自動車保安基準の変更に伴いロールケージの形状についてドアミラーに死角となって干渉する部分には車検証に特別公認を取得する必要があるとの公示を行っている[1]。

## 欠点
- ロールケージの装着で必然的に車両重量が増加する。
- フロント側のルーフを這わせるタイプのものは、純正のサンバイザーが干渉し、取り付け、又は使用できなくなる。
- 車内にパイプを這わせるため、搭乗口および車内空間が狭まり、乗降性および快適性が損なわれる場合がある。
- 車体に何らかの加工を施すことが多く[2]、後に取り外したとしても、中古車として売却する際、査定に影響することが多い。

## 農業用機械におけるロールバー

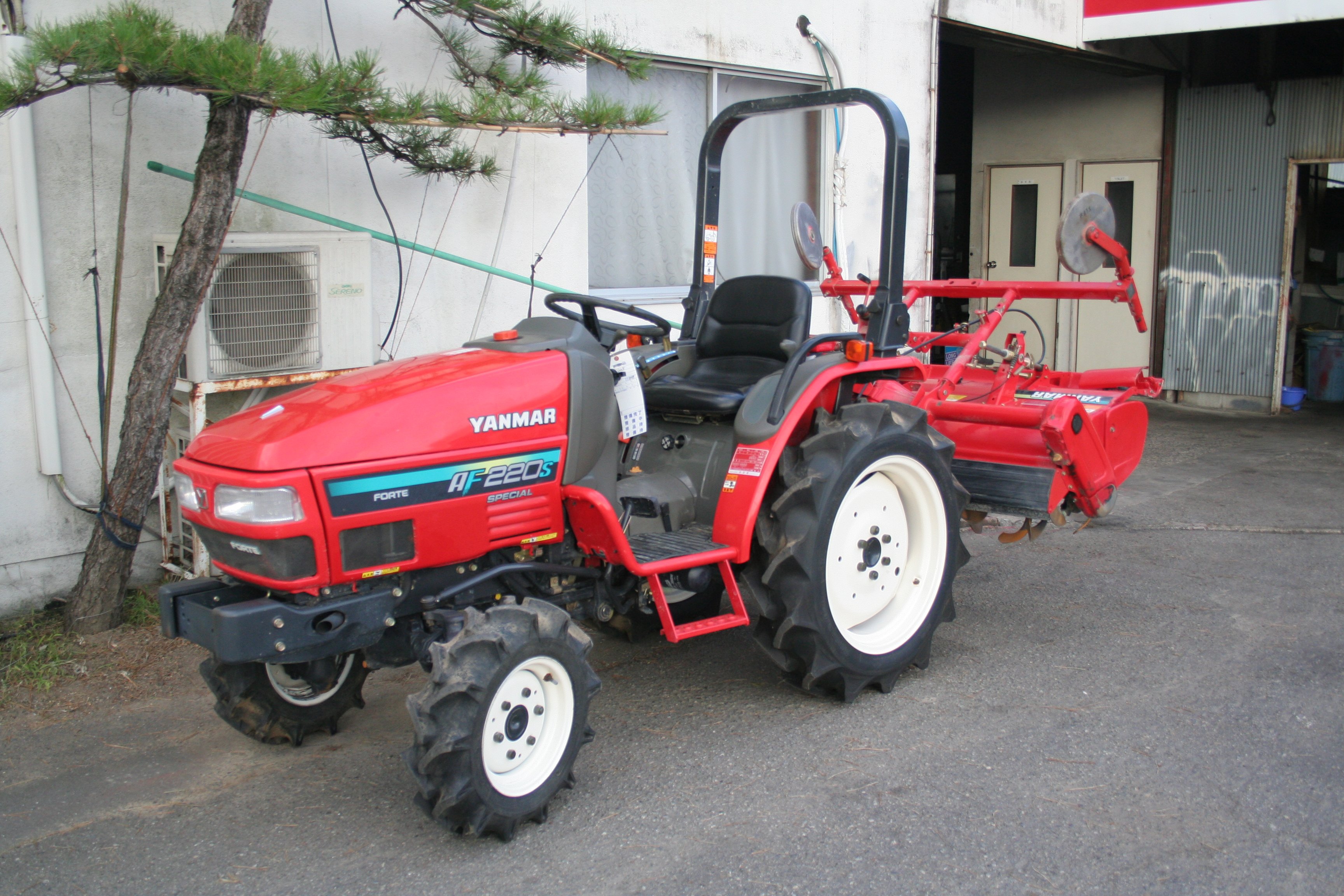
農機でのロールバーの例
ヤンマー・AF220s

農機はかつて、いわばオープンカーのような状態のモノが多かった。そのため、横転時に乗っていたトラクターなどに潰されることによる死傷事故が発生していた。その対策として、安全上の理由からこのロールバーに近い安全フレーム（ROPS・ロプスとも呼ばれる）を備えているものが増えてきている。

## 鉄道車両における内装ロールバー
総合車両製作所（J-TREC）製のステンレス製鉄道車両車体「sustina」において、構体の剛性向上と万が一の側面衝突事故発生時における乗客の安全性を確保するため、車両構体骨組みを長手方向にリング状に配置するとともに、車内に「内装ロールバー構造」を採用している。これは左右の側構体間を連結する補剛材に袖仕切板、スタンションポール（縦握り棒）、荷棚受けなどを連続的な曲面を描いたポール（補強棒）で結んだもので、万が一の衝突事故時の安全性向上と内装デザインとの調和を図っている。